# Furia (film 2019)
Furia (wietn. Hai Phượng) – wietnamski film akcji z 2019 roku w reżyserii Lê Văn Kiệta. Zdjęcia kręcono w Ho Chi Minh.

## Fabuła
Kiedy handlarze porywają jej córkę ze swojej wioski, mściwa Hai Phượng wraca do Sajgonu i jej wyjętych spod prawa korzeni, aby pokonać porywaczy.

## Obsada
- Ngô Thanh Vân – Hai Phượng
- Cát Vy – Mai
- Phan Thanh Nhiên – Detektyw Lương
- Phạm Anh Khoa – Truc
- Trần Thanh Hoa – Thanh Sói

## Odbiór filmu
Furia jest nie tylko najbardziej dochodowym filmem wietnamskim wszech czasów, ale także filmem o największych przychodach z tytułu otwarcia z 50 milionami VND. Film został wybrany do konkursu w kategorii najlepszego filmu nieanglojęzycznego na 92. ceremonii rozdania Oscarów, ale nie znalazł się na ostatecznej liście nominacji do Amerykańskiej Akademii Filmowej.